# Rukla

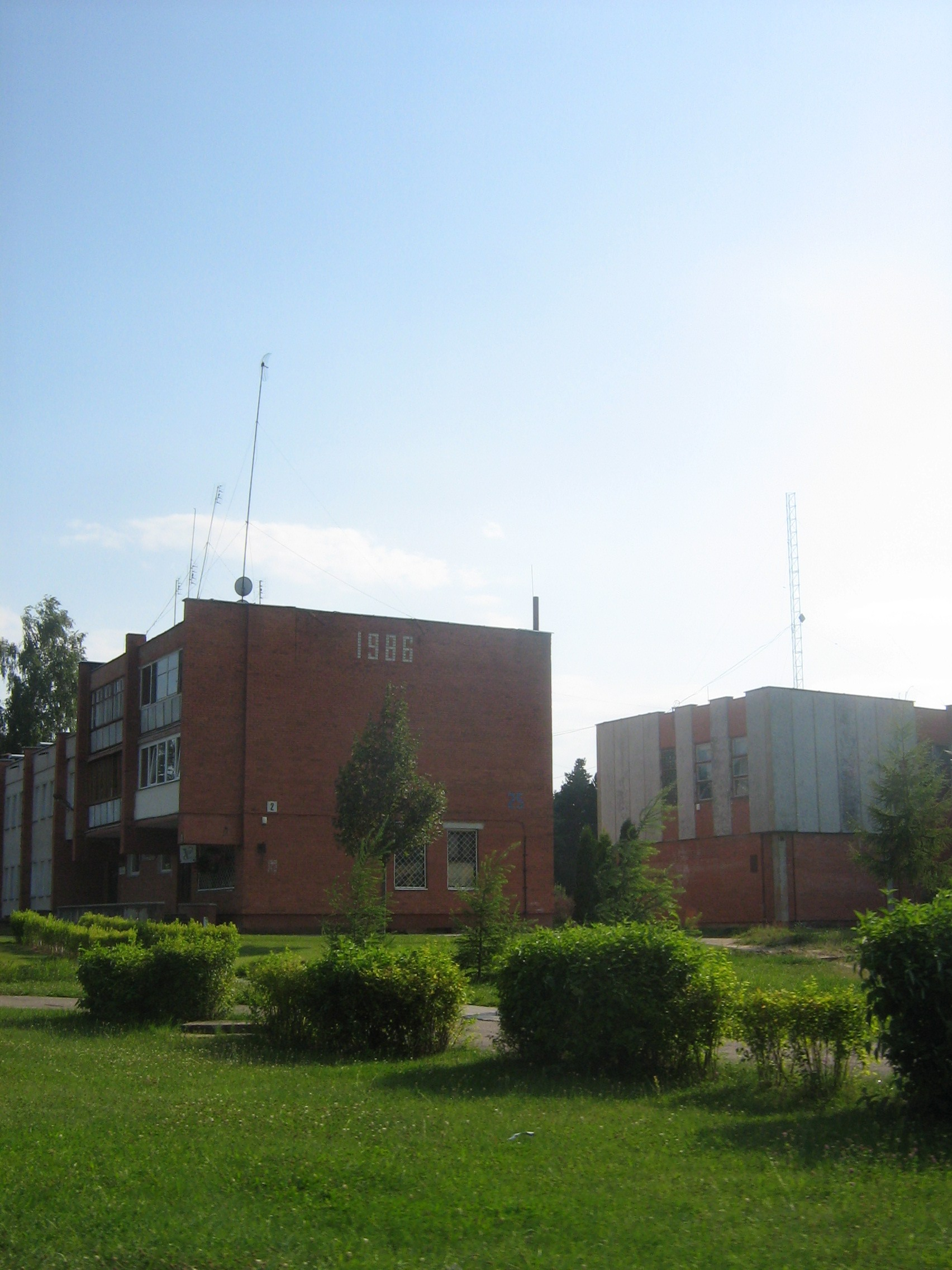
Rukla

Rukla ist das drittgrößte Städtchen (lit. miestelis) in Litauen. Es hat den Status eines Unteramtsbezirks des Amtsbezirks Jonava in der Rajongemeinde Jonava im Bezirk Kaunas. Gelegen etwa 10 Kilometer von der Mittelstadt Jonava entfernt, liegt Rukla in Mittellitauen in der Region Aukštaitija. Der Ort hat 2.100 Einwohner (Stand: 2025).
In Rukla befinden sich mehrere Einrichtungen von lokaler und überregionaler Bedeutung, darunter die Jonas-Stanislauskas-Schule Rukla, die bereits 1920 gegründet wurde und eine Abteilung für Vorschulbildung mit einer Kinderkrippe und einem Kindergarten umfasst. Zu den weiteren Institutionen gehören die Ambulanz Rukla, die katholische Heilig-Geist-Kapelle Rukla mit ihrer Pfarrgemeinde, drei Pflegeheime (Lietuvos reabilitacijos ir slaugos centras, Ruklos globos namai und Paupio globos namai), der Alte Friedhof, eine Bibliothek, ein Postamt (LT-55025), das Flüchtlingszentrum Rukla, sowie einige Supermärkte, eine Pizzeria, ein Hotel mit Bar und einer Sauna.
Rukla ist zudem ein bedeutender militärischer Standort. Hier sind mehrere Einheiten der Litauischen Armee sowie der NATO, einschließlich der Bundeswehr, stationiert, mit insgesamt etwa 4.000 Soldaten. Die Bundeswehrverwaltungsstelle hat  hier eine Außenstelle in Rukla.
Rukla sieht sich mit vielfältigen sozialen und wirtschaftlichen Herausforderungen konfrontiert, die sich aus seiner sowjetischen Geschichte, einer besonderen Rolle als Standort der litauischen Streitkräfte, eines NATO-Bataillons und eines Flüchtlingsaufnahmezentrums ergeben.
Der Ort steht weiterhin im Spannungsfeld des postsowjetischen Wandels, obwohl seit der Wiedererlangung der litauischen Unabhängigkeit mehr als 30 Jahre vergangen sind. Insbesondere die Integration sozial ausgegrenzter Bevölkerungsgruppen sowie die wirtschaftliche und soziale Entwicklung der Gemeinde stellen zentrale Aufgaben dar.

## Geographie

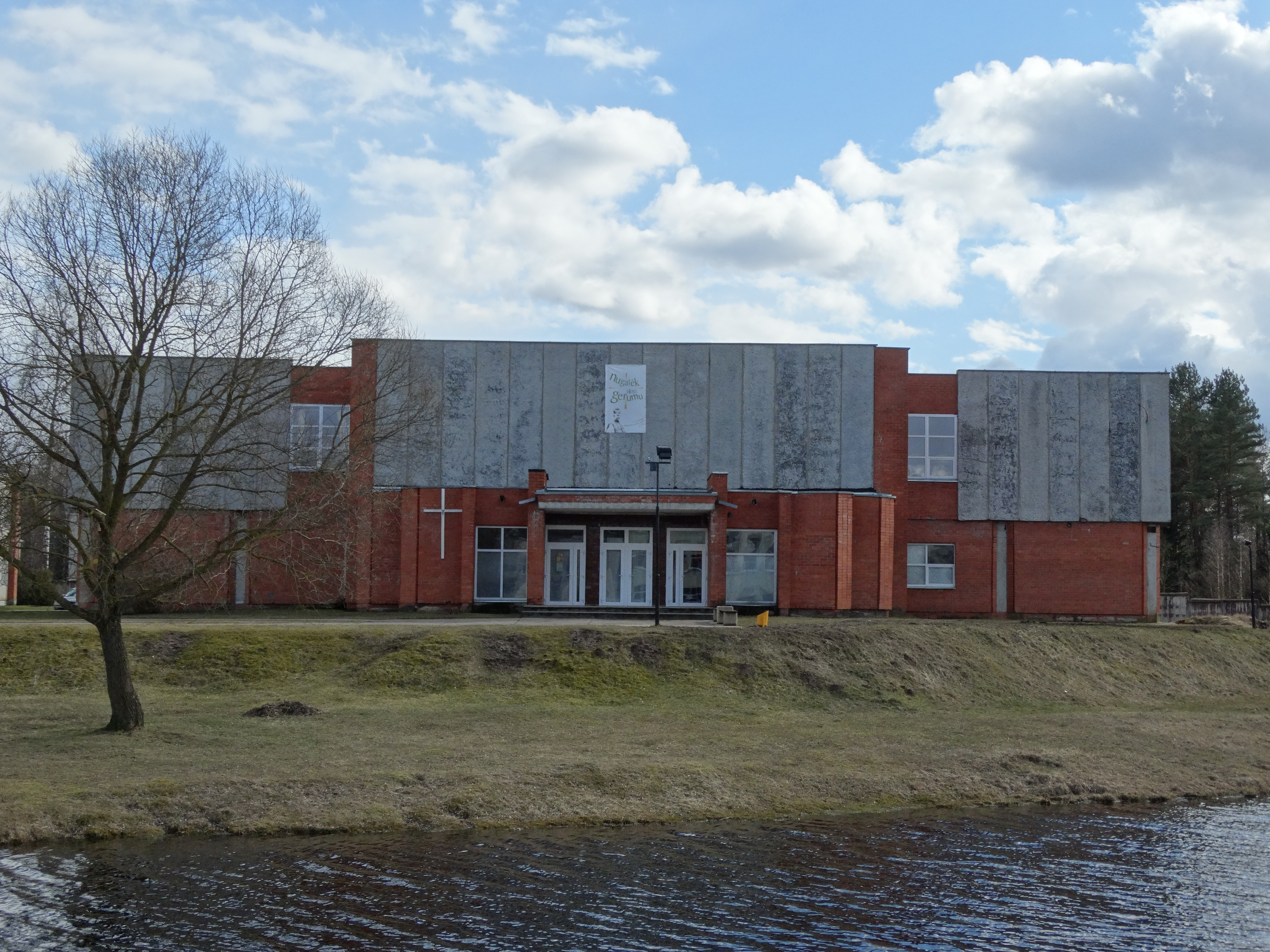
Flussufer in Rukla

Rukla liegt am linken Flussufer der Neris, unweit vom Bach Ruklelė, an der Landstraße Jonava–Kaišiadorys, und ist von Wäldern Gaižiūnai umgeben. Im Süden von Rukla gibt zwei Stauseen: 1. Stausee Rukla und 2. Stausee Rukla. Sie wurden durch Aufstauen der Ruklelė (eines Nebenflusses der Neris) 1,14 km vor ihrer Mündung geschaffen.

## Name
Sprachlich gesehen ist Rukla ein Hydronym und Ortsname, der sich von dem Flussnamen Ruklelė, Ruklenka in seiner früheren Form Rukla, und letzterem – von dem Wort rukti („faltig werden, schrumpfen; wirken, mit Moos überwuchern“) ableitet.

## Geschichte

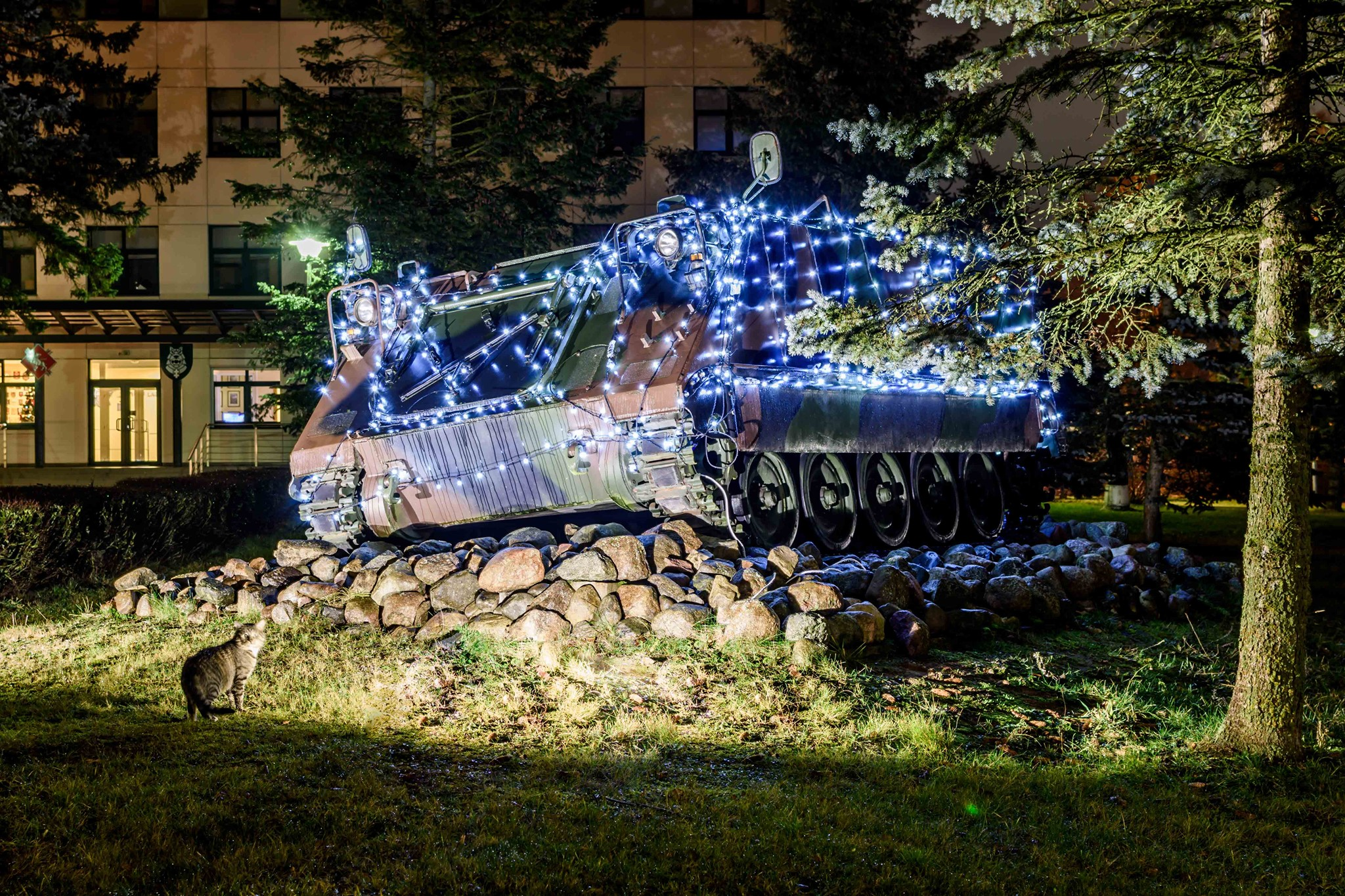
Monument in Rukla

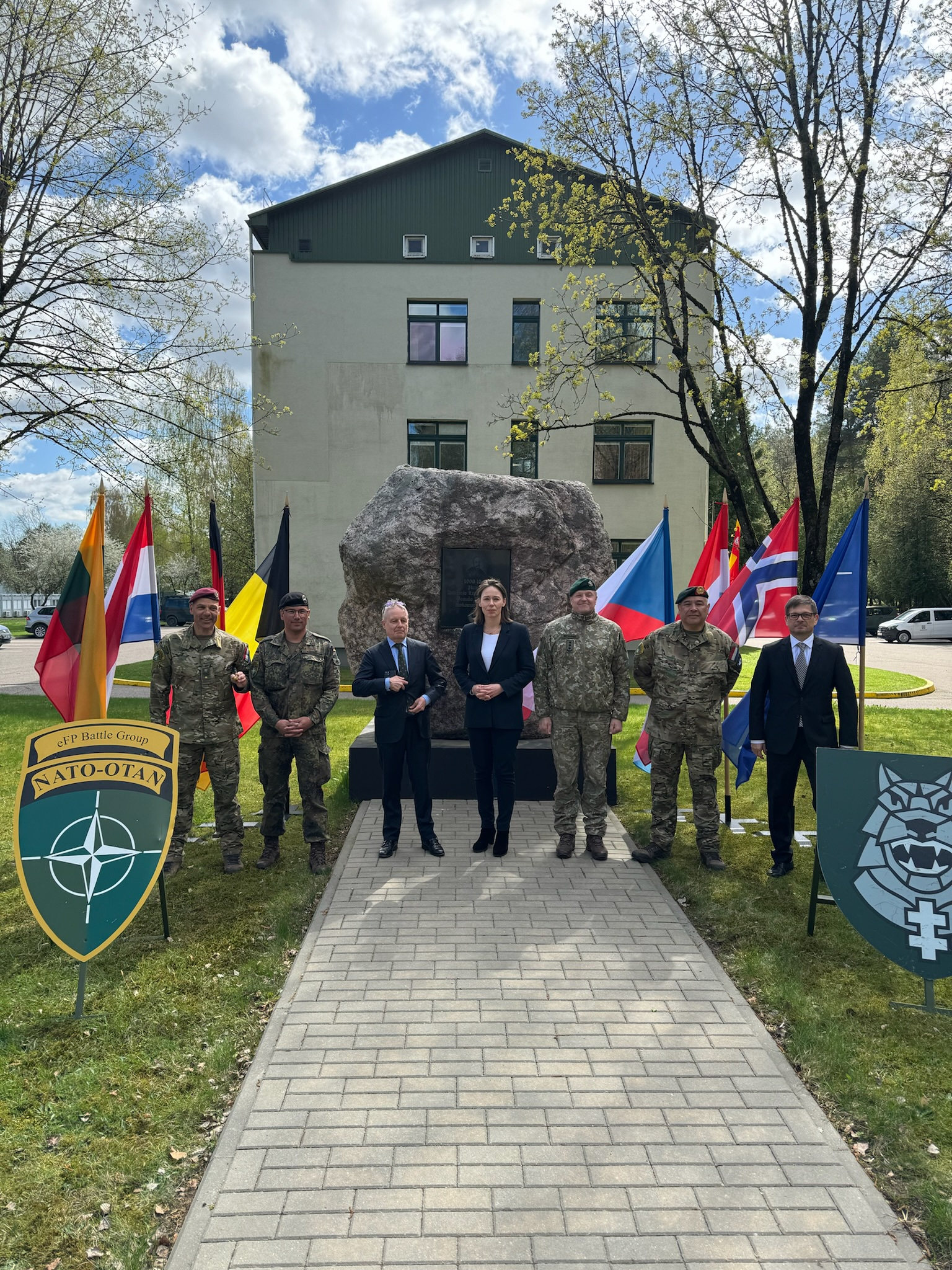
Militär in Rukla

### Großfürstentum Litauen
Es wird angenommen, dass Rukla im 16. Jahrhundert von Benigna Radvilaitė-Astikienė und ihrem Mann Jurgis Astikas gegründet wurde. Der Ort hat ihre Anfänge im Dorf Rukla.
Im Gutshof Rukla am Zusammenfluss von Ruklelė und Neris wohnten die Grafen Kossakowski. Es gab eine Wassermühle, eine Brennerei und eine Fähre.

### Russisches Kaiserreich
Ende des 19. Jahrhunderts war Rukla ein Dorf, ein Einzelgehöft und ein Gutshof in der Wolost Gelvonai von Bezirk Vilnius im Gouvernement Wilna des Russischen Kaiserreichs. Bis 1867 gab es eine katholische Kapelle, die von Adligen Astikas gebaut wurde.
1905 gab es 167 Einwohner.

### Erste Republik Litauen
1920 wurde die Grundschule Rukla gegründet.
Im Jahr 1931 wurde in der Nähe der Siedlung ein Truppenübungsplatz eingerichtet, und die Litauische Armee errichtete mehrere Ausbildungslager, baute Kasernen, Schießstände und einen Flugplatz. Er war mit dem benachbarten Truppenübungsplatz Gaižiūnai verbunden.

### Sowjetische Okkupationszeit
Ab Ende 1939 gehörte Rukla zum Militärstützpunkt Gaižiūnai, der von der Armee der UdSSR übernommen wurde, und deren militärische Einheiten waren dort stationiert.
Während der Sowjetzeit war Rukla der größte Stützpunkt der Armee von Sowjetunion in Sowjetlitauen. Hier waren eine Panzerbrigade, ein Infanteriebataillon und eine Fliegereinheit stationiert. Die Stadt war ein Ausbildungszentrum für Soldaten, die für den Einsatz in Afghanistan ausgebildet wurden.
1959 gab es 501 Einwohner. Während der Sowjetzeit entwickelte sich neben dem Dorf Rukla eine Militärstadt. Russische Soldaten und Offiziere waren die Hauptbevölkerung vor Ort. Während der Sowjetzeit wurde Rukla besondere Aufmerksamkeit zuteil. Hier entstand ein Wohnblock nach dem anderen, bewohnt von den Familien der sowjetischen Militäroffiziere. Die Stadt wurde abgeriegelt, und Zivilisten durften sie nicht betreten.
1961 wurde im Militärstädtchen eine russischsprachige Schule für die Kinder der Militärangehörigen im damaligen Sowjetlitauen eingerichtet, die zunächst als Zweigstelle der achtjährigen Schule Skaruliai fungierte. Der Chemiebetrieb G/S Azotas baute ein Profilaktorium für seine Mitarbeiter. Es war in einem Wald an der Neris und diente als ein Sanatorium, später wurde geschlossen und beherbergt jetzt einen Altenpflegeheim.

### Nach der Wiedererlangung der litauischen Unabhängigkeit
Am 17. Januar 1992 unterzeichneten die litauische und die russische Führung, Vytautas Landsbergis und Boris Jelzin, in Moskau ein Kommuniqué über den Abzug der russischen Truppen aus Litauen.
Als sich die sowjetische Armee 1993 aus Rukla zurückzog, lösten die damaligen Behörden das Problem der Verstädterung der Gebäude und des Gebiets nicht.
Nach dem endgültigen Abzug der sowjetischen Truppen aus Litauen wurde Rukla zunehmend von Zivilisten besiedelt. Ein Teil der Häuser gehörte dem Verteidigungsministerium Litauens.
Viele Wohnungen waren verlassen, so dass die potentiellen Käufer aus der Gemeinde kein Interesse an ihnen hatten. Bei den Siedlern von Rukla handelte es sich zumeist um Einwohner von Jonava oder sogar der Großstadt Kaunas, die eine neue und günstige Unterkunft suchten. Das Interesse an Immobilien in Rukla nahm stufenweise zu. Die Neuankömmlinge hatten immer noch Angst vor „Spukhäusern“. Die litauischen Streitkräfte haben dann endlich beschlossen, die ihnen zur Verfügung stehenden Wohnungen an den Staatlichen Eigentumsfonds (als Staatsunternehmen) zu übergeben, der diese später günstig (im Vergleich zu Preisen im benachbarten Jonava) verkaufte. Die Wohnungen waren und sind (Stand: 2025) um ein Vielfaches billiger als in der Stadt Jonava oder Kaunas, da Rukla bisher einen schlechten Ruf genießt.
1997 wurden Dutzende von Flüchtlingen in Rukla beherbergt. Im 1998 gegründeten Flüchtlingszentrum waren von 2008 bis 2009 die meisten der etwa 90 Einwohner Tschetschenen, die oft in Konflikt mit den Einheimischen gerieten.

## Verwaltung

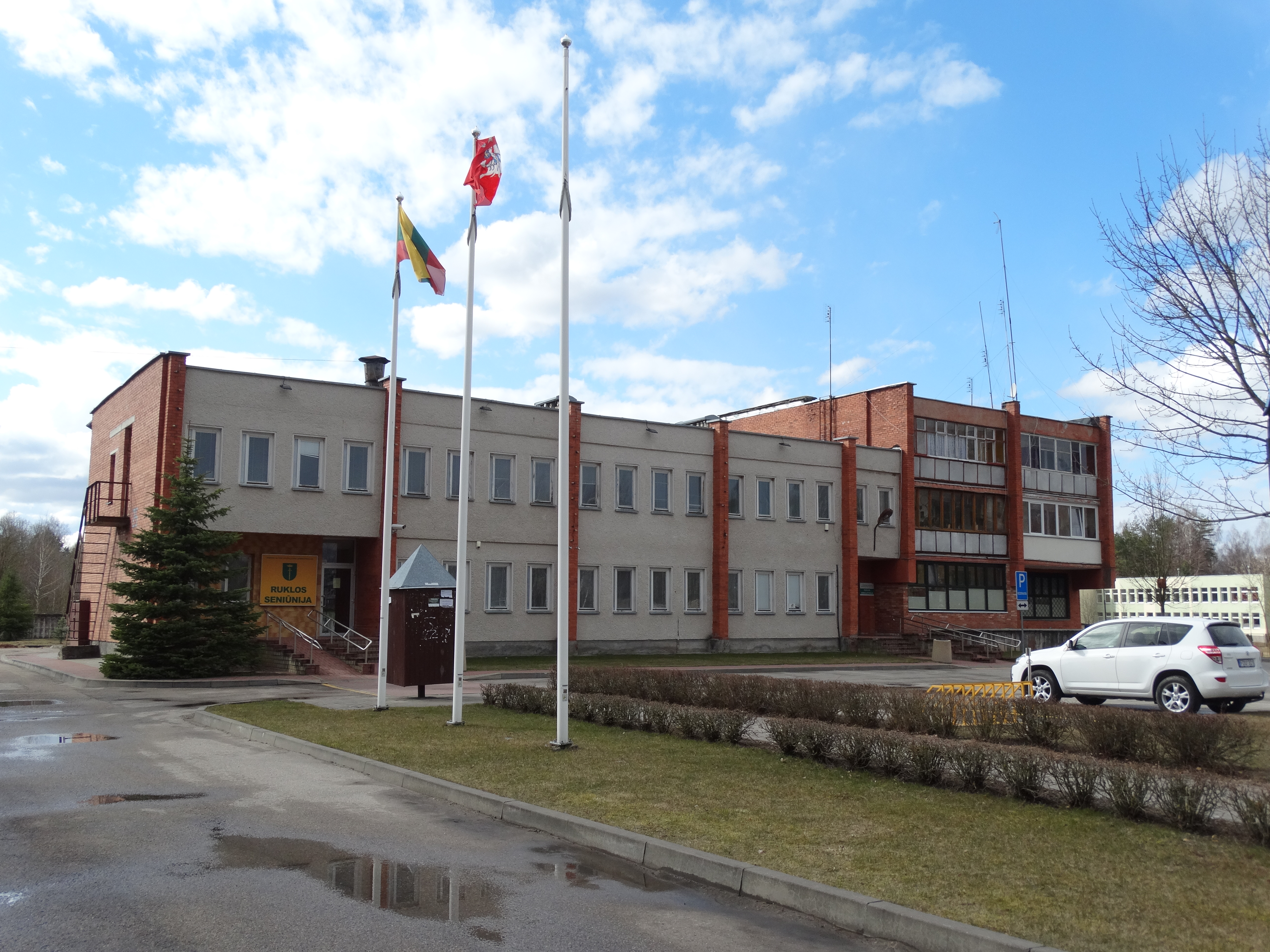
Verwaltungssitz des ehemaligen Amtsbezirks Rukla

1950 gehörte Rukla der Wolost Jonava, von 1950 bis 1963 dem Umkreis Skaruliai in der damaligen Sowjetrepublik Litauen sowie von 1963 bis 1995 dem Umkreis Dumsiai.
Von 1997 bis April 2024 gab es den Amtsbezirk Rukla (lit. Ruklos seniūnija, Ältenschaft von Rukla) mit vier Unteramtsbezirken (Seniūnaitija): Centro, Piliakalnio, Ruklio und Rupeikio. In der lokalen Verwaltung wurden etwa 10 Mitarbeiter beschäftigt. Neben dem Leiter und seinem Stellvertreter arbeiteten auch Sozialarbeiter und Organisatoren der Veranstaltungen.
Im Dezember 2023 entschied der Gemeinderat Jonava, die administrative und territorielle Einheit von Rukla aufzulösen.
Am 10. April 2024 wurde das Städtchen mit benachbarten Dörfern wie Venecija in den Amtsbezirk Jonava eingegliedert. Im Begründungsschreiben der Reorganisation gab man an, dass „Rukla mit seinen Wohngebäuden, seinem Straßennetz und seinen öffentlichen Räumen sich nicht von der Stadt Jonava unterscheidet und das gleiche Maß an Instandhaltung und Qualitätsdienstleistungen erfordert“. Die Gemeindepolitiker und Kommunalbeamten argumentierten, dass die Übertragung der Verwaltung des aufgelösten Amtsbezirks Rukla an die Stadt Jonava die Qualität der Dienstleistungen für die örtlichen Einwohner und Unternehmen verbessern und die Entscheidungs- und Umsetzungszeit verkürzen wird.
Lokale Bevölkerung reagierte darauf skeptisch und pessimistisch. Die Gründung des neuen Unteramtsbezirks Rukla und eine Möglichkeit, einen ehrenamtlichen Vertreter der Gemeinschaft auszuwählen, ignorierte die Mehrheit der Einwohner des Städtchens.
Bei der Wahl der Unterältesten von Rukla am 1. bis 3. Juli 2024 wurde der Unterälteste von Rukla nicht ausgewählt, weil 5 % der Stimmen der wahlberechtigten Bevölkerung der Gemeinde nicht erreicht wurden.

## Infrastruktur

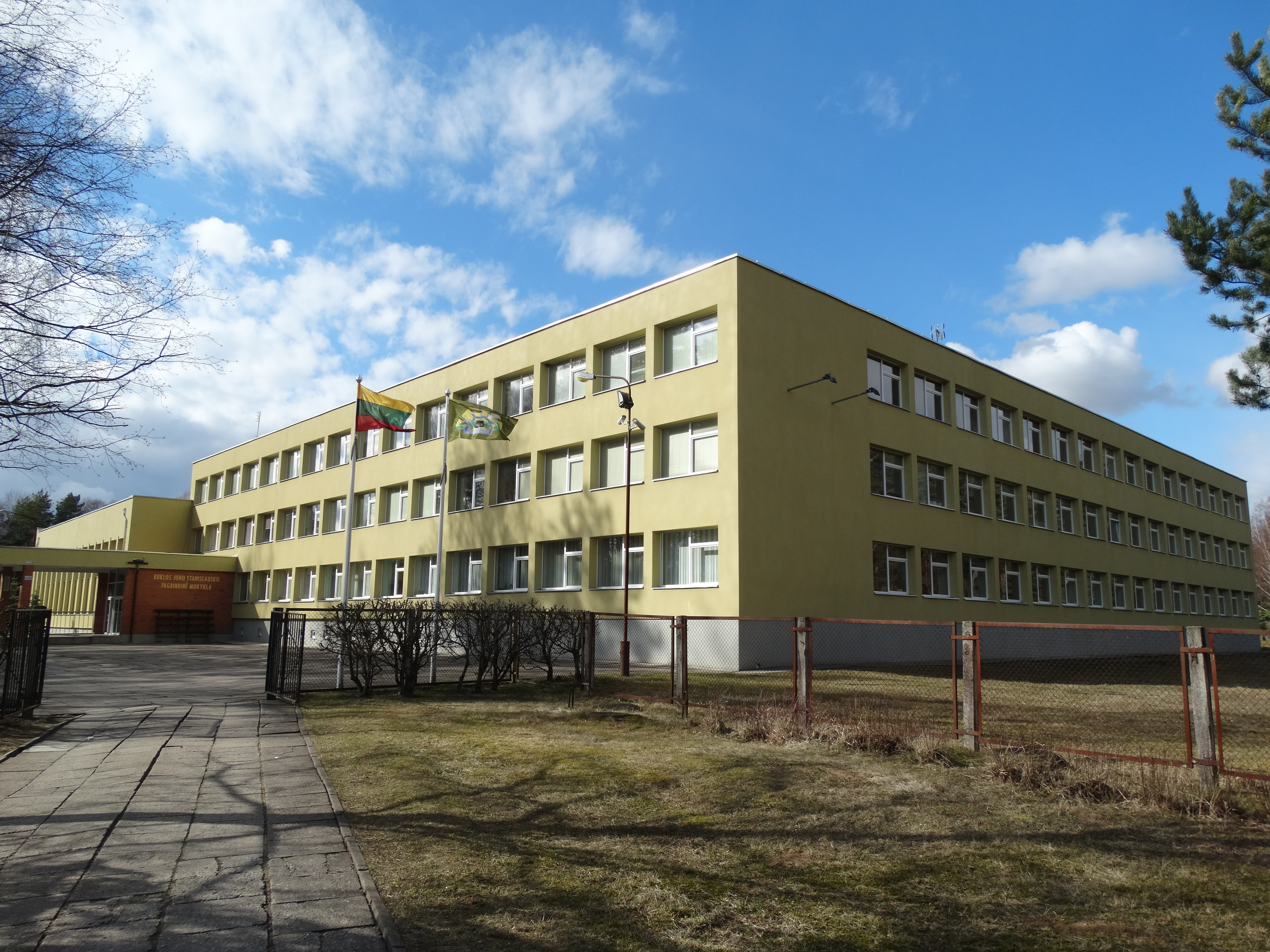
Schule Rukla

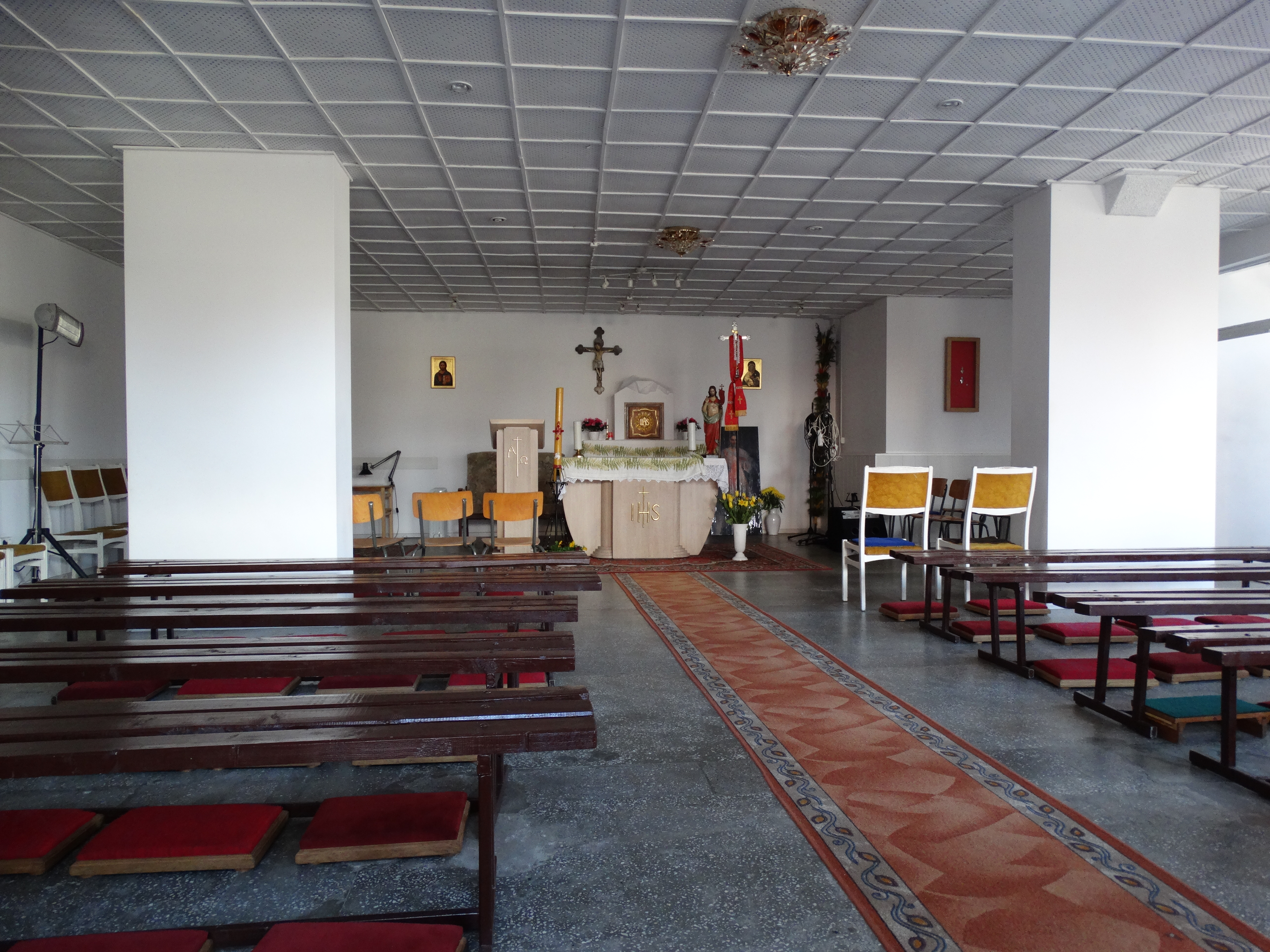
Innen der Kapelle

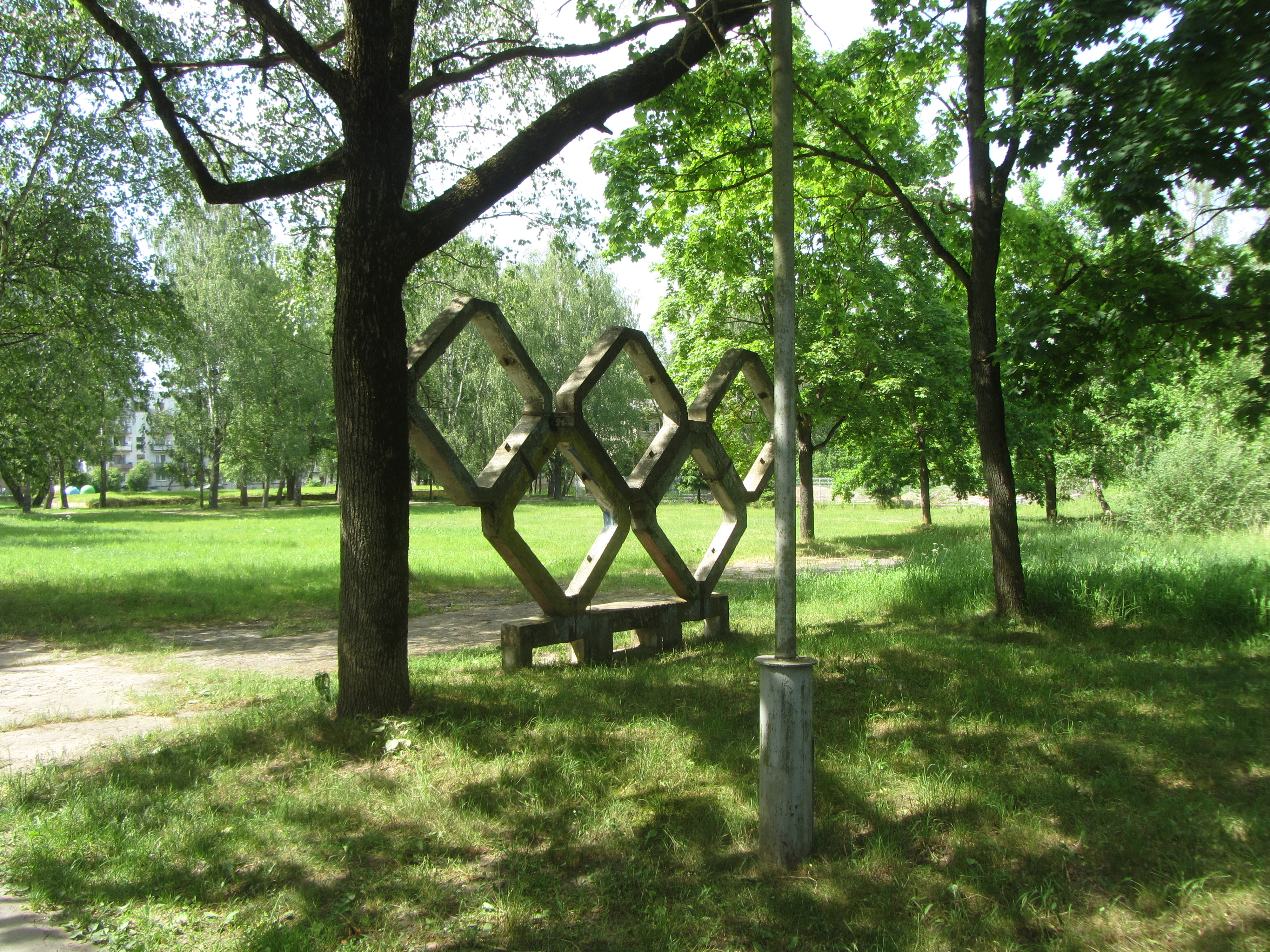
Grünanlage in Rukla

Rukla gilt als ein provinzieller Ort der Rajongemeinde Jonava.
Alte sowjetische Wohnblocks, Chruschtschowka-Häuser und nutzlose Bauten sind zu Ruinen geworden. Viele leerstehende und verlassene Gebäude beeinflussen das Stadtbild negativ. Die Gemeinde erwägte 2024 den Abriss eines 5-stöckigen 120-Wohnungen-Wohnblocks, der zum Notstand erklärt wurde und unbewohnbar ist.
Von den insgesamt 1000 Wohnungen sind rund 200 Sozialwohnungen. Es gibt fünfstöckige Häuser, bei denen sogar 70 % der Wohnungen der Rajongemeinde Jonava gehören und Sozialwohnungen sind. An vielen Wohnhäusern sind Überwachungskameras installiert.
Neben dem ehemaligen Verwaltungsgebäude des früheren Amtsbezirks Rukla befindet sich ein moderner Sportplatz mit einem aktiven Kindererholungspark. In Rukla gibt es eine Reihe von unvollendeten Anlagen. Das Zentrum und die Außenbezirke der Stadt sind renovierungsbedürftig und verfügen über eine ungepflegte Infrastruktur und Erholungsgebiete. Es gibt keine genügenden Mittel für die Einrichtung von Parks und Plätzen. Ein strategischer Plan für Rukla wurde vor 2006 erstellt, aber nie vollständig umgesetzt. Damals hatte die Gemeinde Rukla Fahrradwege in der Stadt sowie andere Projekte vorbereitet, die mit Unterstützung der Europäischen Union umgesetzt werden sollten.
Die Verwaltung sieht dringenden Handlungsbedarf in zahlreichen Bereichen, darunter der Ausbau von Freizeit- und Erholungsgebieten, die Schaffung von Sport- und Kultureinrichtungen sowie die Verbesserung von Gehwegen und Straßen. Die lokale Verwaltung hoffte, dass die wachsende Zahl der alliierten Truppen und der Flüchtlinge die Zentralregierung zu Investitionen in der Stadt ermutigen wird, die ihre wirtschaftlichen und sozialen Probleme (Arbeitslosigkeit, viele Familien mit sozialen Risiken und Suchtproblemen) nur schwer beseitigen kann.

## Soziale Lage
Rukla wird häufig mit dem Dorf Didžiasalis der Rajongemeinde Vilnius verglichen, einer abgelegenen Region Litauens nahe der weißrussischen Grenze, die von baufälligen Gebäuden, Armut und Alkoholproblemen geprägt ist. Dennoch ziehen immer mehr junge Familien von den Großstädten, angelockt von den äußerst günstigen Immobilienpreisen.
Rukla wird mit Im Jahr 1995 und später verbreitete sich in Rukla eine betrügerische Praxis: Junge Männer nutzten alkoholabhängige Menschen aus, die in Kaunas lebten. Nach Alkoholkonsum wurden den Betroffenen Dokumente zur Unterschrift vorgelegt, deren Inhalt sie nicht kannten. Die Betrüger verkauften daraufhin die Wohnungen der Betroffenen in Kaunas und siedelten sie nach Rukla um. In seltenen Fällen kauften die Betrüger eine Wohnung in Rukla, um die Betroffenen dort unterzubringen. In anderen Fällen wurde keine Unterkunft bereitgestellt, und die Betroffenen wurden schließlich obdachlos zurückgelassen. Auch andere Personen, nicht nur aus Kaunas, sondern auch aus Kaišiadorys zogen nach Rukla. Dabei handelte es sich nicht nur um Menschen mit Abhängigkeitserkrankungen, sondern häufig auch um solche, die aufgrund finanzieller Krisen auf der Suche nach günstigeren Wohnungen waren.

### Herausforderungen
2017 wies Rukla eine Arbeitslosenquote von sogar 20 % auf, was doppelt so hoch ist wie der Durchschnitt der Rajongemeinde Jonava. Die sozialen Probleme in der Gemeinde manifestieren sich auch durch Alkoholmissbrauch bei sozial benachteiligten Personen sowie durch mangelnde Disziplin bei Jugendlichen. In den nationalen Medien berichtet man über die Kriminalität, Schlägereien und Saufgelage, zerbrochene Fenster, ständige Polizeibesuche.

### Soziale Unterstützung für Familien
In Rukla leben etwa 100 Kinder in sozial gefährdeten Familien. Die Gemeinde ist geprägt von einer hohen Anzahl an Sozialwohnungen, und für viele dieser Kinder ist die Kindheit von Armut und elterlichem Alkoholmissbrauch überschattet. Die Sozialabteilung der Verwaltung der Rajongemeinde Jonava arbeitet mit der katholischen Pfarrgemeinde Rukla zusammen, um Angebote und Betreuung anzubieten.

### Kindertagesstätte
Um diesen Herausforderungen zu begegnen, wurde im September 2015 eine Kindertagesstätte eröffnet. Die Einrichtung bietet Kindern einen geschützten Raum und vielfältige Möglichkeiten zur persönlichen Entwicklung. Sie verfügt über: Aufenthalts- und Spielräume, Computer-Arbeitsplätze, eine voll ausgestattete Küche, einen Sportraum im Innenbereich sowie Fitnessgeräte im Außenbereich.
In der Kindertagesstätte bereiten die Kinder ihren Unterricht vor, verbringen ihre Freizeit sinnvoll, entwickeln soziale Kompetenzen und erhalten bei Bedarf psychologische Unterstützung. Darüber hinaus werden regelmäßig Ausflüge, Aktivitäten und Exkursionen organisiert, um den Kindern Abwechslung und positive Erlebnisse zu bieten.
Diese Einrichtung ist ein wichtiger Schritt, um sozial benachteiligte Kinder in Rukla zu unterstützen, ihnen Perspektiven zu eröffnen und ihre Lebensqualität nachhaltig zu verbessern.

### Caritas-Kantine
In der katholischen Pfarrei ist eine Caritas-Kantine eingerichtet. Hier arbeiten vier Köchinnen und werden jeden Tag etwa bis 60–70 Kinder und etwa 95 Erwachsene verpflegt. Die Lebensmittel werden von der MAISTO BANKAS (Lebensmittelbank), von Wohltätern und Soldaten gespendet.

### Soziale Integration und Stabilität
Rukla weist die höchste Arbeitslosenquote innerhalb der Rajongemeinde Jonava auf. Diese wirtschaftliche Benachteiligung erfordert gezielte Maßnahmen, um die Lebensqualität der Einwohner zu verbessern und langfristige Perspektiven zu schaffen.
Rukla ist geprägt durch die Präsenz ausländischer NATO-Soldaten und wird regelmäßig mit Neuankömmlingen aus Krisenregionen konfrontiert. Das seit über 20 Jahren bestehende Flüchtlingsaufnahmezentrum nahm in der Vergangenheit vor allem Menschen aus Tschetschenien, anderen Regionen Russlands, dem Nahen Osten und der Ukraine auf. In den letzten Jahren kamen jedoch im Rahmen eines EU-Programms auch Flüchtlinge aus dem Irak und Syrien hinzu. Im September 2021, während der Migrationswelle, fanden sich besonders viele Migranten in Rukla ein.

### Zukunftsperspektiven
Die Gemeinde steht auch vor der Aufgabe, sozial benachteiligte Einheimische sowie neu ankommende Flüchtlinge und Migranten in die lokale Gemeinschaft zu integrieren. Diese komplexen Prozesse verlangen eine umfassende Entwicklung der sozialen Infrastruktur, um das Zusammenleben zu fördern und soziale Spannungen abzubauen.
Die langfristige Entwicklung von Rukla hängt maßgeblich von einer gezielten Förderung in den Bereichen Wirtschaft, Bildung, Sicherheit und sozialer Integration ab. Nur durch eine umfassende und nachhaltige Herangehensweise kann die Stabilität und Sicherheit der Gemeinde gewährleistet und ein Weg zu einer positiven Zukunft geebnet werden.

## Kriminalität
Die Sicherheitslage in Rukla wird als die herausforderndste in der Rajongemeinde Jonava bewertet. Im Städtchen, das über eine außergewöhnliche soziale Infrastruktur verfügt, werden mehr Verbrechen begangen als in anderen Gemeinden des Bezirks Jonava. In Rukla zeigt sich jedoch eine alarmierende Kriminalitätslage. Das Drogenproblem ist ebenfalls weit verbreitet. Auf den Grundstücken der Wohnhäuser liegen zahlreiche benutzte Spritzen verstreut. Vor einem Laden und einer nahe gelegenen Bar sind oft Menschen mit Bierflaschen zu sehen. An Tagen der Auszahlung staatlicher Sozialleistungen sind Bar und Laden gut besucht, man sieht nicht nur Personen herumstehen, sondern auch Betrunkene, die bereits am Boden liegen.
Trotz eines leichten Rückgangs der Kriminalität nach der Wiedereröffnung einer Polizeiinspektion des Obersten Polizeikommissariats des Bezirks Kaunas im Dezember 2015 bleibt das Sicherheitsniveau angespannt. Die örtliche Polizei ist rund um die Uhr präsent und führt regelmäßige Patrouillen durch. Im Jahr 2018 waren in Rukla 94 Überwachungskameras von der Verwaltung des Amtsbezirks installiert. Einige dieser Kameras waren auf die Fenster der Wohnungen der Bewohner gerichtet, was Bedenken hinsichtlich des Schutzes der Privatsphäre aufwarf. Die Beamten des Kommissariats des Bezirks Kaunas organisieren Treffen mit den Einwohnern von Rukla, um über die gefährlichsten Orte in der Stadt zu sprechen.

### Soziale Spannungen und Herausforderungen
Zusätzlich zu regelmäßigen Vorfällen belasten soziale Spannungen die Sicherheitslage.
Die Gemeinde sieht sich vor der Herausforderung, die Integration von Flüchtlingen und Migranten zu fördern und gleichzeitig die Sicherheit der Bevölkerung zu gewährleisten. Maßnahmen zur Verbesserung der sozialen Infrastruktur und die kontinuierliche Präsenz der Polizei werden als entscheidend angesehen, um die Sicherheitslage nachhaltig zu stabilisieren.

### Vorfälle
Die Einwohner von Rukla sind schockiert über die Gewaltbereitschaft. Erschütternde Gewalttaten sind keine Seltenheit. Auch unter Kindern kommt es zu Gewalt. Die Gemeinde war in den letzten Jahren Schauplatz mehrerer schwerwiegender Vorfälle:
- 2009: Zwei Polizeibeamte, die eine Person wegen eines Verstoßes gegen die öffentliche Ordnung festnehmen wollten, wurden von einer Gruppe Betrunkener umringt. Diese drohten den Beamten mit Repressalien. Die Polizisten mussten Warnschüsse in die Luft abgeben, was die etwa 20-köpfige Menge jedoch nicht abschreckte. Erst nachdem Verstärkung eintraf, gelang es, den Verdächtigen festzunehmen.
- August 2010: Ein Mann tötete eine 42-jährige Frau, die mit einer Unterleibsprellung und einem Bauchfellriss ins Krankenhaus eingeliefert wurde und nicht gerettet werden konnte. Der Verdächtige wurde festgenommen.[26]
- 2013: Eine Frau, die in der Liste der sozial gefährdeten Familien geführt wurde und der bereits drei Kinder entzogen worden waren, wurde von vier Männern nahe eines Wohnblocks entführt und in einen nahegelegenen Wald verschleppt, wo sie mit Verbrennung bedroht wurde.[27]
- 2015: In einem Vorfall randalierten tschetschenische Flüchtlinge in einem Café in Rukla, bedrohten das Personal und zeigten selbstzerstörerisches Verhalten, das in einigen Fällen zu einem Klinikaufenthalt führte.[28]
- Oktober 2016: Es kam zu mehreren Angriffen  auf Bewohner des Flüchtlingszentrums, bei denen zwei Flüchtlinge von unbekannten Jugendlichen attackiert wurden. Im Anschluss brachen vor dem Aufnahmezentrum für Flüchtlinge Auseinandersetzungen zwischen Flüchtlingen und Anwohnern aus, die als Unruhen eingestuft wurden. Ein Team des öffentlichen Sicherheitsdienstes sowie der Polizei aus Jonava und sogar Kaunas wurde daraufhin mobilisiert.[29] Wenige Wochen später wurden syrische Jugendliche auf ihrem Heimweg von der Schule Opfer eines Überfalls. Infolge dieser Ereignisse besuchte die damalige Sozialministerin Algimanta Pabedinskienė Rukla, um Präventionsmaßnahmen zu besprechen.[30]
- Februar 2017: In einer Bar wurden zwei litauische Militärangehörige bei einer Auseinandersetzung mit einem Messer verletzt. Ein Soldat erlitt zwei Stichwunden im Rücken und eine weitere am  Ellbogen, während der andere Soldat eine Stichwunde im Unterleib davontrug. Der mutmaßliche Täter, ein 16-jähriger Jugendlicher, wurde von der Polizei in Gewahrsam genommen.[31]
- April 2017: Am Sonntagnachmittag griffen fünf Kinder im Alter von 10 bis 12 Jahren (drei Jungen und zwei Mädchen) im Hof eines Wohnblocks einen sechsjährigen Jungen an und setzten ihn in Brand. Ein älteres Kind hielt den Jungen an den Armen fest, ein weiteres drehte ihm den Kopf, während ein drittes eine brennbare Substanz auf seine Haare und sein Gesicht schüttete. Der Sechsjährige erlitt schwere Verbrennungen im Gesicht, insbesondere an der linken Gesichtshälfte, sowie an Mund, Haaren, Wangen und Augen.[32] Nach dem Vorfall wurde das Kind auf die Intensivstation der Kliniken Kaunas gebracht und in der chirurgischen Abteilung behandelt. Ein Nachbarsjunge, der den Angriff beobachtete und als Zeuge aussagte, wurde mit der Drohung eingeschüchtert, ihm ebenfalls das Gesicht zu verbrennen. Seitdem hatte der Junge Angst, den Hof zu betreten. Sein Vater überlegte, die Aussage zurückzuziehen, um seinen Sohn vor weiteren Traumata zu schützen.[33]
- März 2018:  Ein psychisch erkrankter und alkoholabhängiger Mann betrat die Filiale des Sozialdienstzentrums Jonava in Rukla. Dort geriet er in einen minutenlangen Wutanfall, während dessen er laut schrie und mit einer Handsäge herumfuchtelte, obwohl es keinen vorangegangenen Konflikt gab. Drei Mitarbeiterinnen des Zentrums hörten ihm ruhig zu. Dennoch verletzte der Mann eine Sozialdienstmitarbeiterin mit einer Handsäge aus Metall und verließ anschließend den Tatort. Die verletzte Frau wurde mit einer Schnittwunde an der Hand ins Krankenhaus Jonava gebracht.[34] Den Mitarbeiterinnen des Zentrums wurde psychologische Unterstützung bereitgestellt.[35]
- April 2019: Ein 30-jähriger Mann wurde am späten Abend im Treppenhaus seines Hauses in Rukla von einem betrunkenen Angreifer mit einem Messer in den Rücken gestochen. Der Täter wurde festgenommen und in Gewahrsam genommen.[36]
- April 2022: Ein schwerer Konflikt zwischen irakischen Jugendlichen führte zu einem Messerangriff. Ein 16-jähriger Migrant verletzte einen Gleichaltrigen schwer, der in die Universitätskliniken Kaunas eingeliefert wurde.[37]
- September 2022: Ein 11-jähriger Junge schlug ein 13-jähriges Mädchen auf dem Gelände der Schule, trat sie mehrmals und fügte ihr mutmaßlich eine Gehirnerschütterung zu. Das Mädchen wurde schwer verletzt in die Universitätskliniken Kaunas gebracht.[38]  Dieser Junge hat bereits mehrfach andere Schüler eingeschüchtert und ist den Behörden sowie den sozialen Diensten bestens bekannt.[39]
- 2023: Ein betrunkener Mann versuchte, sich selbst in Brand zu setzen, nachdem er während eines Konflikts mit Schießpulver übergossen worden war.[40]
- Eine Frau morgens um 7 Uhr an einer Bushaltestelle ausgeraubt und geschlagen.
- Am helllichten Tag wurde ein Mann vor einem Geschäft niedergeschlagen und von fünf Personen getreten.
- In einem verlassenen Gebäude wurde eine heimlich geschlachtete Kuh entdeckt. Es wird vermutet, dass Flüchtlinge muslimischen Glaubens das Opferfest gefeiert haben, bei dem traditionell Tiere geschlachtet werden. Die Bewohner der Umgebung waren vom Anblick des geschlachteten Tieres schockiert und informierten die Gemeindeverwaltung über den Vorfall.[41]

## Kultur
Die Einwohner von Rukla haben ihre eigenen traditionellen Feste und jährliche Veranstaltungen, die auch von Gästen der Rajongemeinde und der Republik besucht werden. Das Kulturzentrum Rukla feiert das Ortsfest, das Pilzfest, den Kindertag, den Tag der Wissenschaft und des Wissens, den Altjahrstag, den Frauentag sowie den Mutter- und Vatertag, jedes Jahr wird auch kammermusikalisches Adventskonzert organisiert.

### Ortsfest
Jedes Jahr am 15. August wird der Geburtstag von Rukla mit Kunst- und sportlichen Programmen und Konzerten gefeiert.

### Kindertag

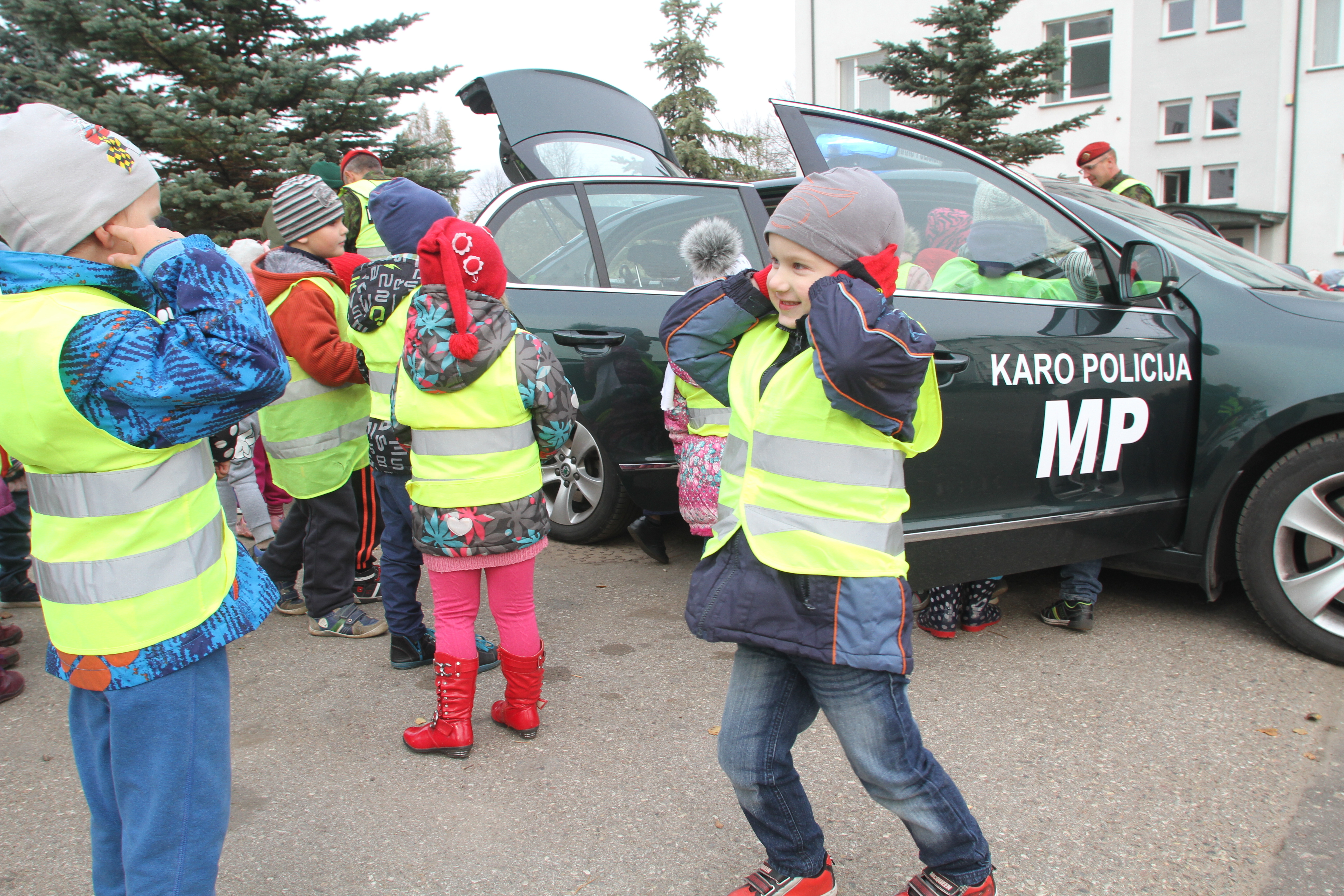
Kinder mit der Militärpolizei

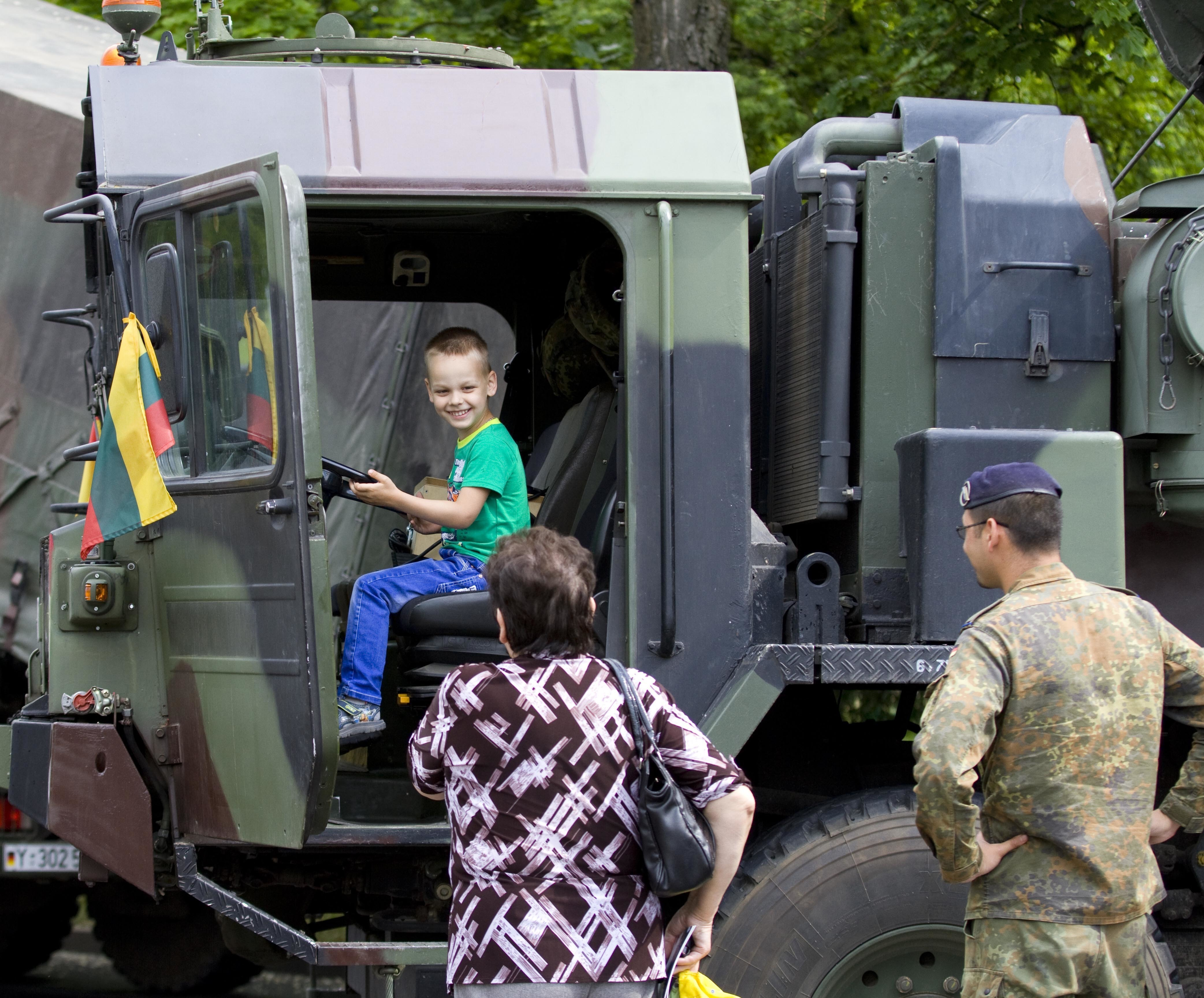
Kinder in einem Militärwagen

Jedes Jahr zu Beginn des Sommers wird der Kindertag als Aktionstag gefeiert, um Kindern und Jugendlichen die innovativen Ausdrucksmittel, die modernen Künste, den Tanz und die Kreativität näher zu bringen und die Möglichkeit zu geben, sie selbst auszuprobieren.

### Pilzfest
Rukla ist von großen Wäldern von Gaižiūnai umgeben.
Jeden Herbst findet das Pilzfest statt, das von der Ruklaer Gemeinschaft „Ruklietis“ und der Gemeinde organisiert wird. Das Symbol dieses Festes ist der Steinpilz. Die Teilnehmer an der Pilzmeisterschaft versuchen, so viele Steinpilze wie möglich zu sammeln. Im Jahr 2016 sammelte ein Einwohner von Jonava die meisten Pilze, nämlich 170 Stück. Für die Gäste wird jedes Jahr auch die traditionelle Pilzsuppe gekocht.

### RUKLA ART
Das Kulturzentrum Rukla organisiert das zweitägige Festival für moderne Kunst RUKLA ART. Während des Festivals werden verschiedene Räume in der Stadt von den besten Vertretern der zeitgenössischen Kunst Litauens dekoriert, es finden Filmvorführungen, Ausstellungen, Lichtinstallationen und Performances statt, es gibt Vorlesungen und Diskussionen. Die Gebäude von Rukla werden mit verschiedenen Farben und Lichtkunstwerken geschmückt, und im Innenhof des Kulturzentrums erklingt experimentelle Musik.
Den Höhepunkt des Festivals bilden Konzerte populärer Musikkünstler. Dieser Marathon zeitgenössischer Veranstaltungen zieht bis zu mehrere tausend Zuschauer und Dutzende von Teilnehmern an.

### Kulturzentrum
Es gibt das Kulturzentrum Rukla, das eine Filiale von Kulturzentrum Jonava ist. Es arbeitet aktiv mit den hier stationierten nationalen, ausländischen und internationalen Militäreinheiten, der Stadtbibliothek, dem Kindergarten und der Schule Rukla, dem Flüchtlingsaufnahmezentrum, lokalen Unternehmern und der Gemeinde sowie mit der Janina-Miščiukaitė-Kunstschule Jonava zusammen.
Das Kinder- und Jugend-Theater „Kaukutė“  wurde 1997 gegründet und vermittelt den Kindern und Jugendlichen den theatralischen Ausdruck. Das Theater nimmt jedes Jahr an den regionalen Kinder- und Jugendtheaterwettbewerben teil. Die Amateur-Fotografie-Arbeitsgemeinschaft wird von einem professionellen Fotografen geleitet. Die Poesie- und Lesegruppe nimmt mit den Gedichten der Dichter des Landes an den vom Zentrum organisierten Veranstaltungen teil.

## Sport
In Rukla gibt es einige Sportvereine und Clubs. Der Sportverein „Eos-Aušra“  organisiert im Stadion der J. Stanislauskas-Schule Rukla ein Fußballfest für die Einwohner von Rukla, die in der Stadt lebenden Flüchtlinge und die Familien aus Jonava.
Im Mai 2016 wurde im litauischen Rehabilitations- und Pflegezentrum in der Nähe von Rukla (im ehemaligen Sanatorium „Atgaiva Tau“) die Sandarena, ein ganzjährig nutzbares Beachvolleyballfeld, eröffnet. Hier gibt es auch ein privates Tennis-Spielfeld vom Chemiebetrieb AB Achema.

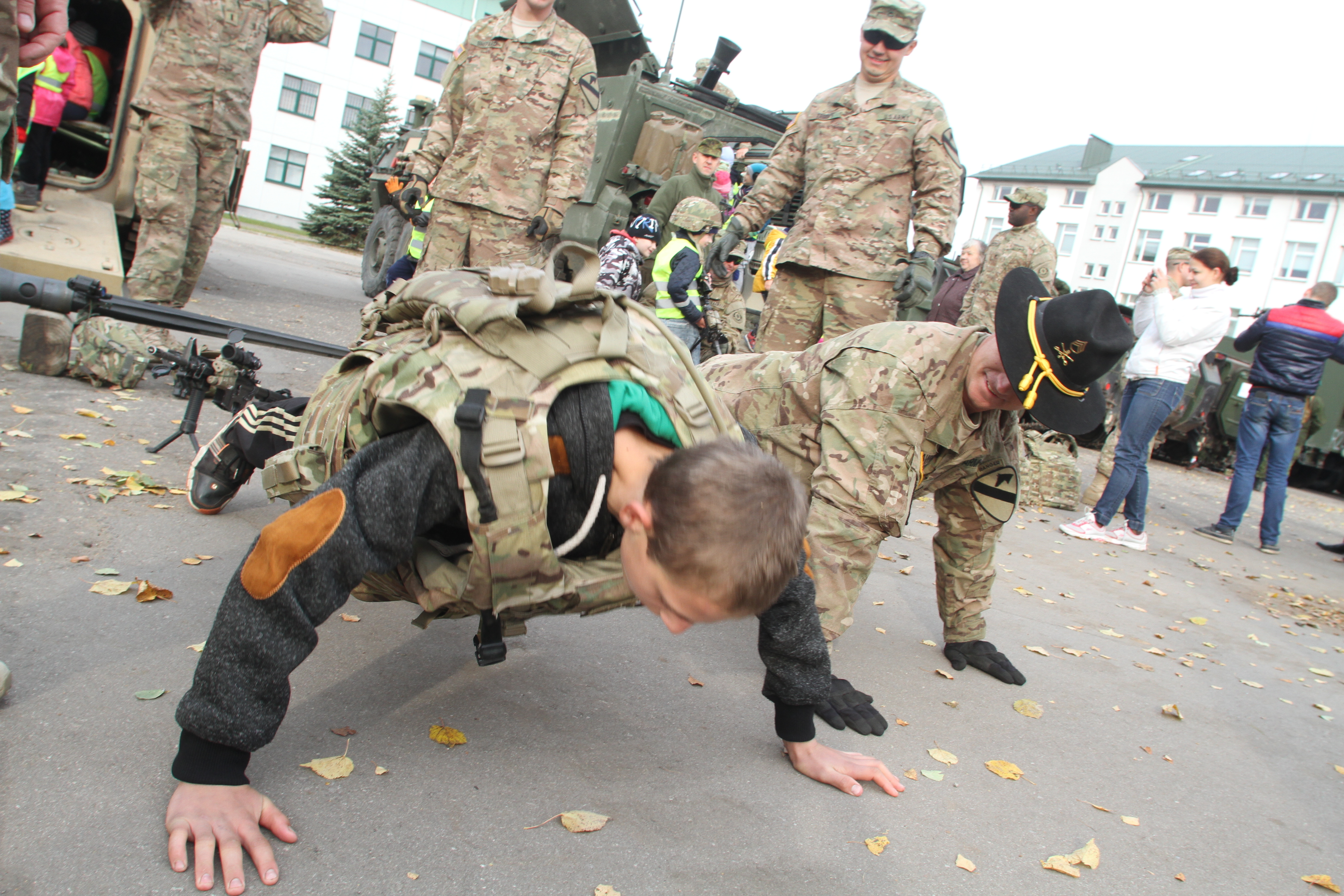
Soldaten mit der Bevölkerung von Rukla

Im Juli 2017 wurde dank der Bemühungen der in Litauen stationierten NATO Multinational Battlegroup Lithuania ein Beachvolleyball-Platz eröffnet.
Im September 2024 richtete der Litauische Frauenfußballverband (LWFA) auf dem Sportplatz der Schule Rukla das erste Spiel der litauischen Mädchen-Fußballmeisterschaft in der Altersgruppe U11 (5×5) aus.
Die nächtlichen Sommerveranstaltungen sind bei Sportfans sehr beliebt, ein nächtliches Basketball-Turnier und ein Tennis-Turnier im Freien. Sie werden nicht nur von den Einwohnern von Rukla, sondern auch von den Einwohnern der Rajongemeinde besucht. Diese Turniere finden auf dem Sportplatz Ruklas statt. Man organisiert "Enduro Rally Rukla”, eine der größten Enduro-Veranstaltungen in den baltischen Staaten, mit 300 Teilnehmer, eingeteilt in Klassen, je nach den Fahrzeugen, die sie fahren.

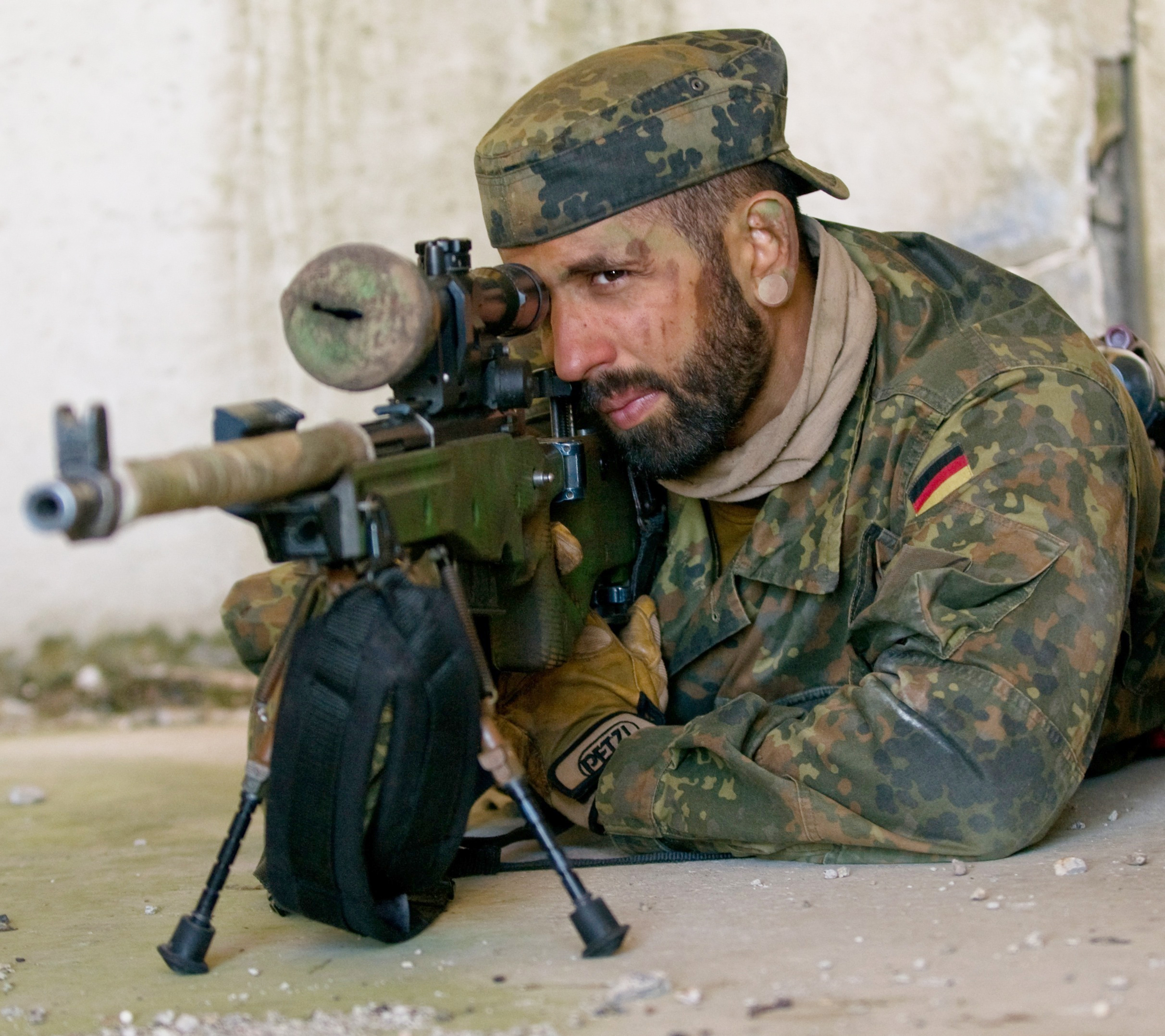
Scharfschütze der Bundeswehr

Der Schießwettbewerb „Tag der Scharfschützen“ findet auf dem Schießplatz von Gaižiūnai-Polygon der litauischen Streitkräfte  in Rukla  statt. Soldaten der litauischen Streitkräfte und Offiziere anderer litauischer bewaffnetet Dienste sowie Gäste aus dem Ausland traten mit ihren Dienst- oder eigenen Scharfschützenwaffen (Jagd- und Sportwaffen) im Kampfschießen an. 2015  traten Scharfschützen aus 7 NATO-Ländern in Rukla an. Am Wettbewerb um die beste Infanterie-Einheit der Landstreitkräfte, der im Truppenübungsplatz Gaižiūnai stattfindet, nehmen rund 18 Mannschaften teil, die besten Infanterieeinheiten der den Landstreitkräften unterstellten militärischen Einheiten sowie Soldaten aus dem benachbarten Ausland und in Litauen stationierte Rotationskräfte (Einheiten aus der Tschechischen Republik, Estland, Deutschland, Lettland, den Niederlanden, Norwegen, den Vereinigten Staaten).

## Wirtschaft

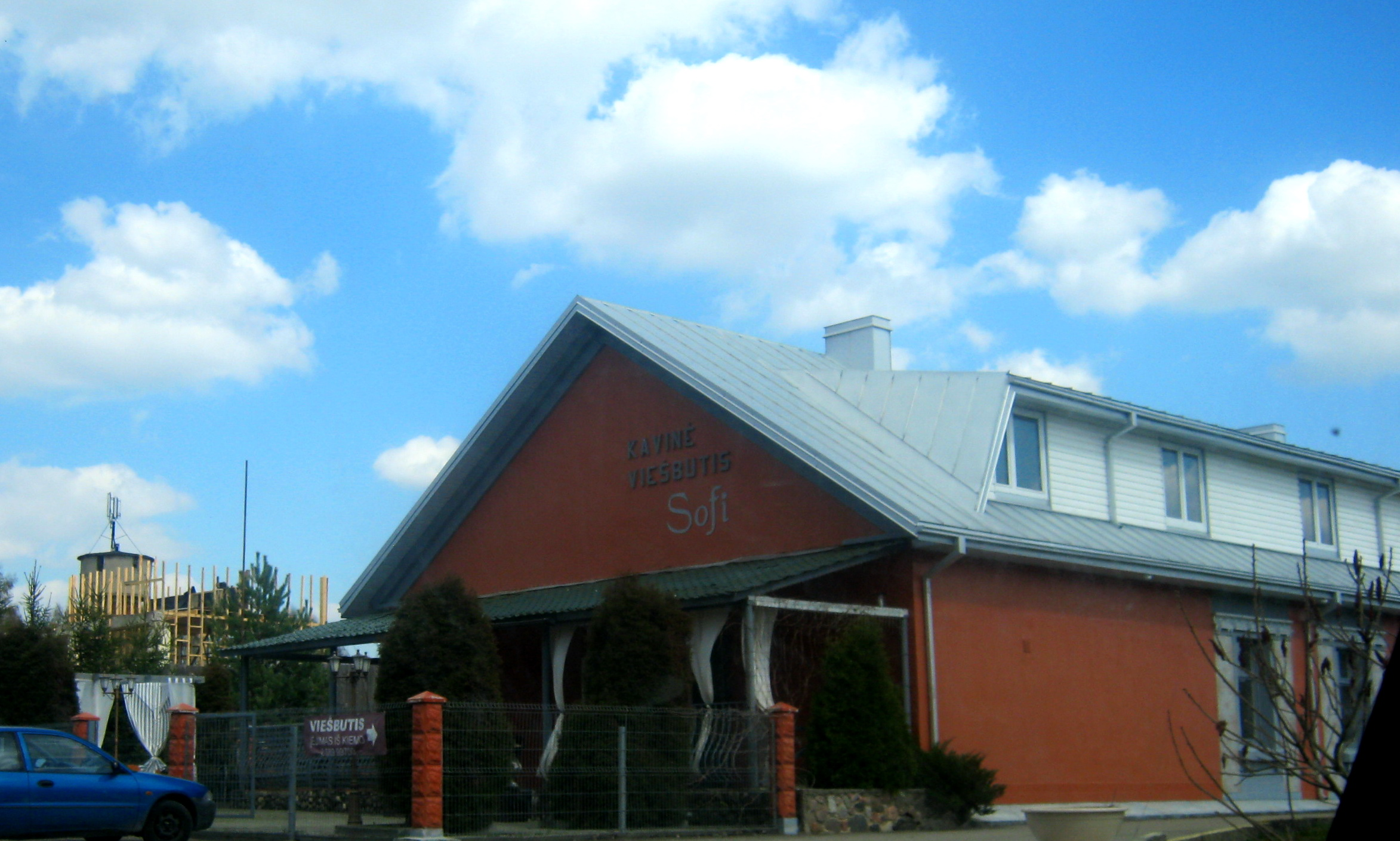
Hotel und Café in Rukla

In Rukla sind einige kleine Unternehmen eingetragen. Fischverarbeitendes mittelständisches Unternehmen UAB Edega beschäftigt rund 70 Mitarbeiter (Stand: 2025).
Im Jahr 2013 eröffnete die Supermarktkette Norfa  einen Supermarkt in Rukla.
Bisher war nur die Einzelhandelsgenossenschaft Aibė hier tätig. Bis 2016 gab es in Rukla kein Geldautomat. Später richtete die Bank SEB bankas ein Bankomat.

## Gesundheit
Es gibt die Ambulanz Rukla als eine ambulante Einrichtung und eine Filiale der Poliklinik Jonava. Hier sind zwei Hausärztinnen und ein Zahnarzt tätig.

## Militärstandort

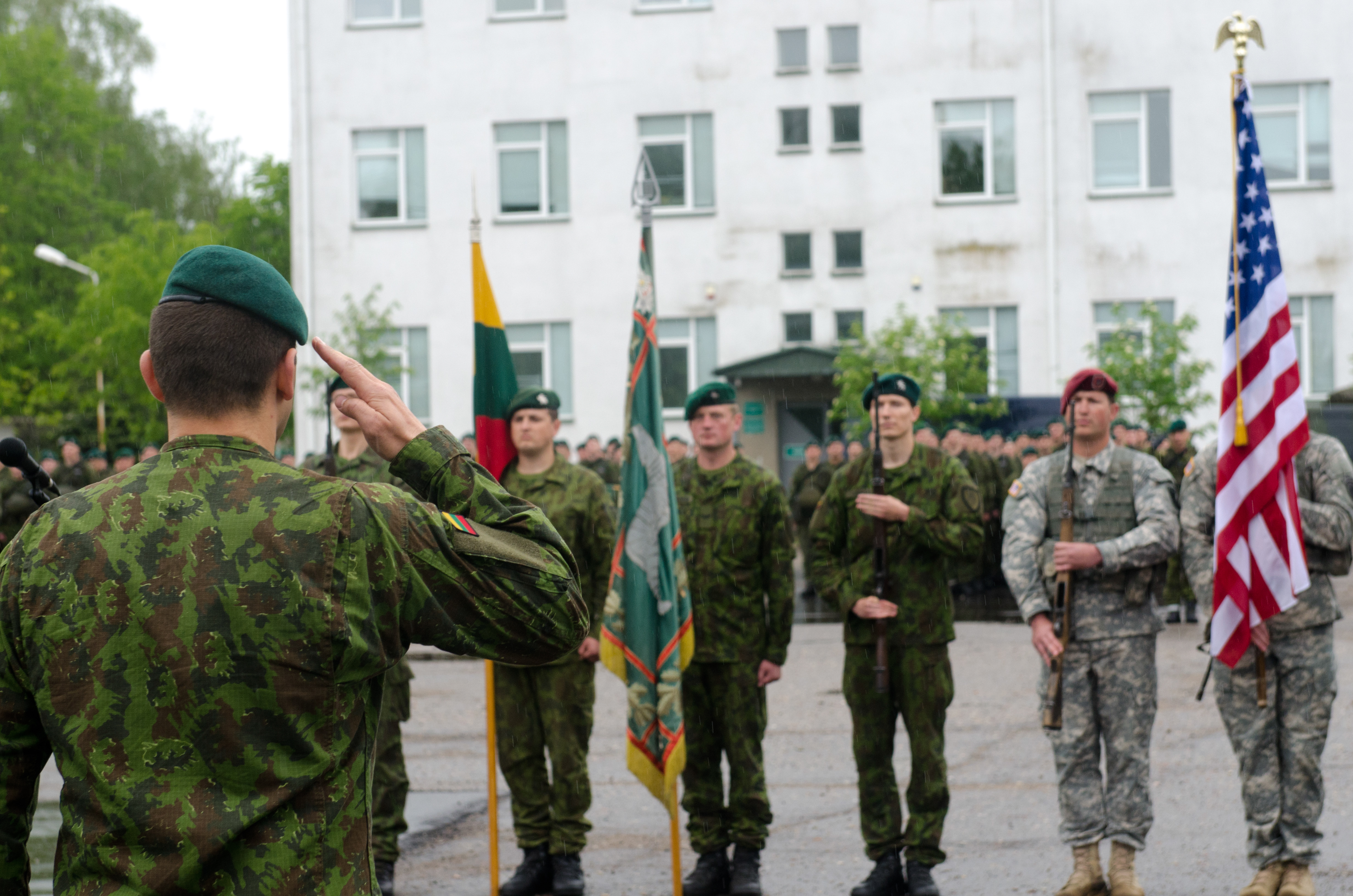
Soldaten während einer Zeremonie

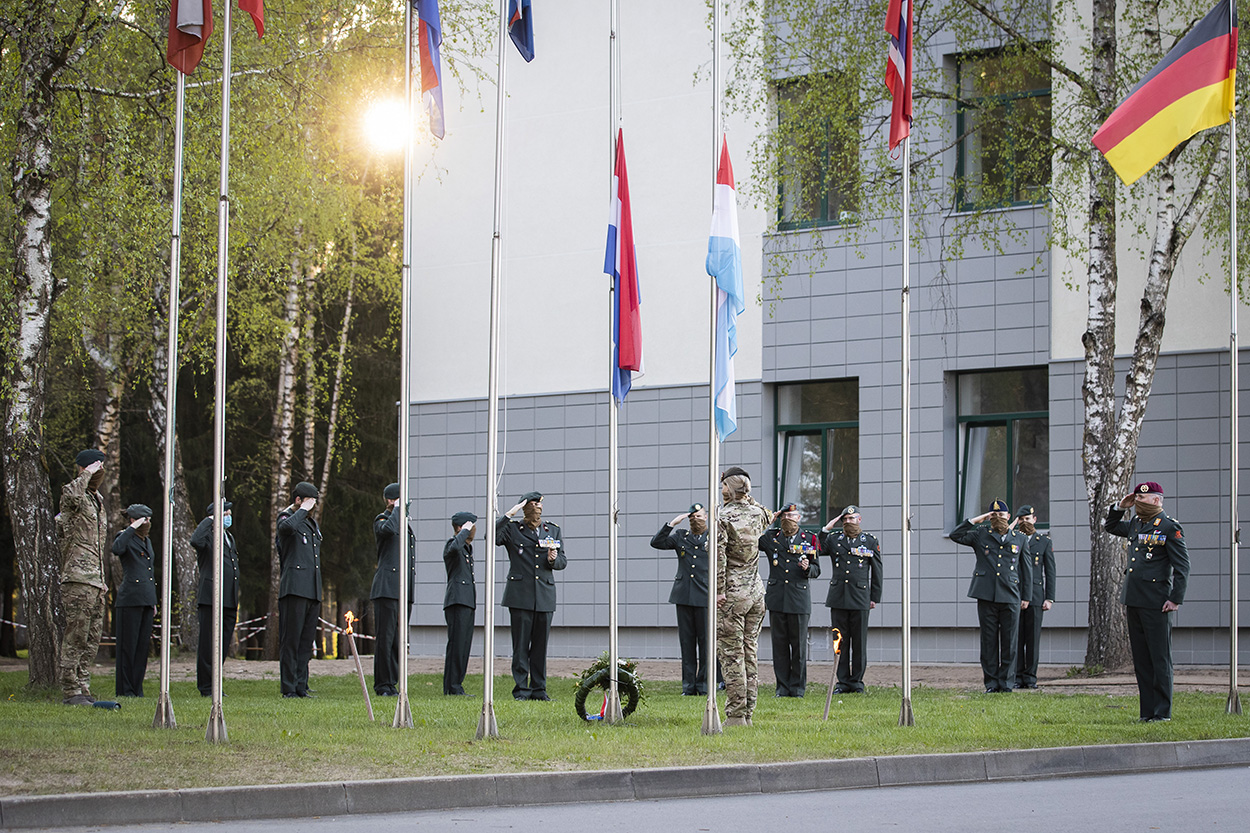
Feierliche Zeremonie in Rukla

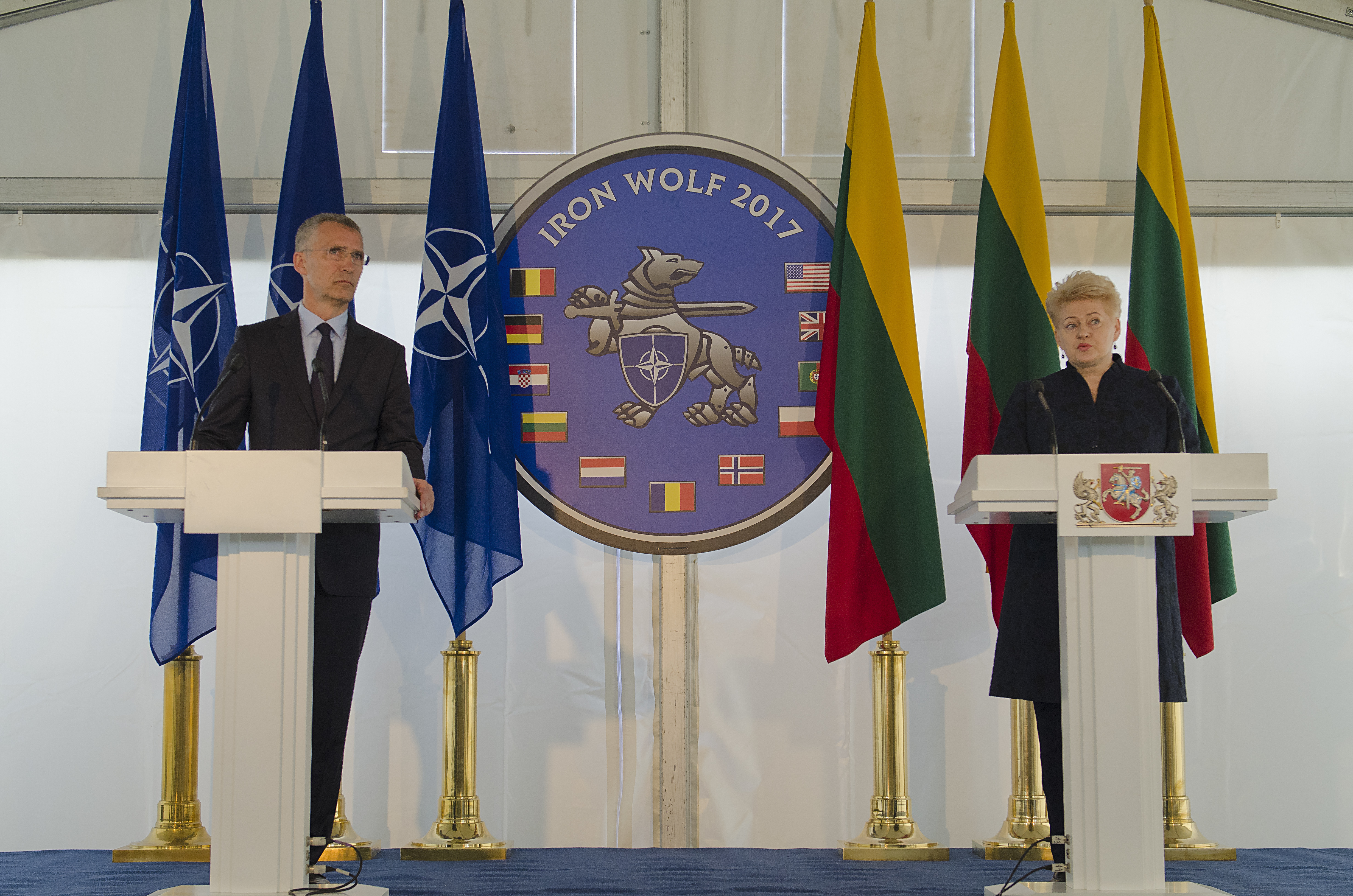
Litauische Präsidentin Dalia Grybauskaitė und NATO-Generalsekretär Jens Stoltenberg in der Pressekonferenz in Rukla während der Militärübung Iron Wolf 2017

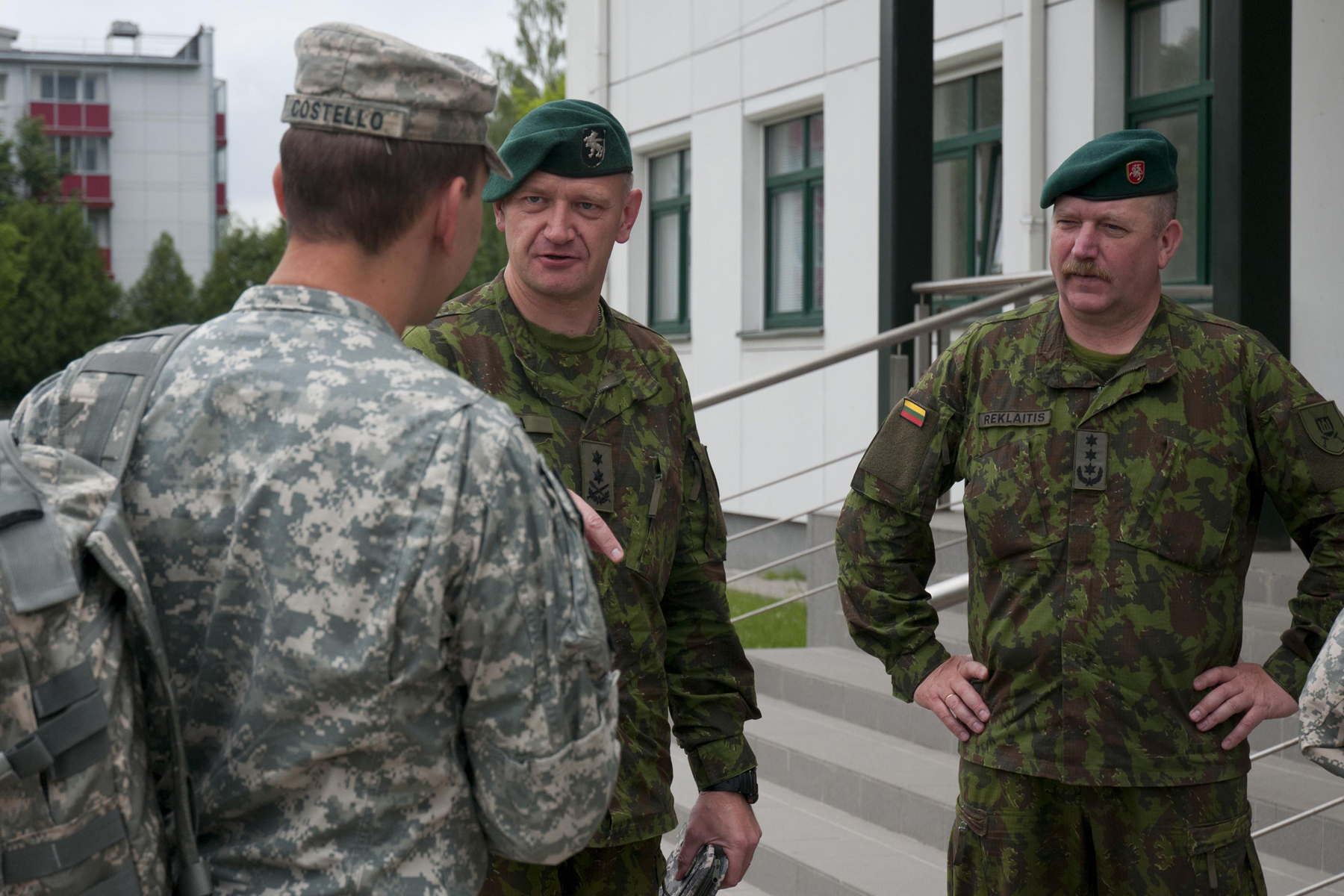
Militärbesuch

Die Stadt ist heute der größte Militärstandort Litauens. Zahlreiche Einheiten der litauischen Streitkräfte und die NATO Multinational Battlegroup Lithuania sind dort stationiert.

### Litauische Streitkräfte
Einheiten der litauischen Streitkräfte:
- Brigadehauptquartier der Infanteriebrigade Geležinis Vilkas
- Infanteriebataillon Fürst Vaidotas
- Infanteriebataillon Großfürst Algirdas
- Artilleriebataillon General Romualdas Giedraitis
- Lehrregiment von Jonušas Radvila.

### NATO-Streitkräfte und Bundeswehr
Die NATO Multinational Battlegroup Lithuania ist ein NATO-Kampfverband in Litauen, der seit Mai 2017 besteht. Er setzt sich aus rotierenden Truppenteilen aus Belgien, den Niederlanden, Frankreich, Kroatien, Norwegen und Luxemburg zusammen. Der Kampfverband steht unter Führung der deutschen Bundeswehr, die ebenfalls Truppenteile des Verbandes stellt. Ab 2025/26 sollen hier sowie auf dem 85 km südöstlich gelegenen  Truppenübungsplatz Rūdninkai Teile der Panzerbrigade 45 stationiert werden.
Die Außenstelle der Bundeswehrverwaltungsstelle in Litauen hat ihren Sitz momentan  in Rukla und ist für die verwaltungsmäßige und wirtschaftliche Betreuung aller Truppenteile, Dienststellen und sonstigen Einrichtungen der Bundeswehr und somit für alle deutschen Soldaten und zivilen Beschäftigten und deren Angehörige in Litauen verantwortlich.

### Infrastrukturentwicklung
Die in Rukla begonnene Infrastrukturentwicklung umfasst sechs Hauptkomponenten: die Großreparaturwerkstatt „Vilkas“ (Werkstatt PKM 8), Munitions- und Sprengstoffdepots, die Erweiterung des Truppenübungsplatzes Gaižiūnai, Werkstätten für gepanzerte Geländewagen, einen ständigen Standort für die logistische Unterstützung des von Deutschland geführten Vorwärtsbataillons in Litauen sowie die gemeinsam vereinbarte Entwicklung eines neuen Militärgeländes zwischen den litauischen und deutschen Streitkräften, das den Namen „Obere Neris-Terrasse“ trägt. Die Baukosten für den Zeitraum von 2025 bis 2027 betragen  rund 300 Millionen Euro. Das Projekt wird auch von Deutschland finanziert, von der deutschen Firma FEPS entwickelt und von 15 litauischen Bauunternehmen als Unterauftragnehmer durchgeführt.
Im Juli 2023 wurde eine Werkstatt mit einem Kostenaufwand von 12 Millionen Euro gebaut. Die im Oktober 2023 eröffnete Werkstatt ist in der Lage, gleichzeitig Inspektionen, Reparaturen, das Montieren und Auswuchten von Rädern sowie andere notwendige Wartungsarbeiten für alle Arten von Ausrüstung der litauischen Streitkräfte durchzuführen.
Bis 2027 wird der neue Objekt Rukla  3.000 Soldaten beherbergen, darunter 1.000 vom Logistikbataillon und Artilleriebataillon der Brigade „Eiserner Wolf“ sowie 2.000 NATO-Verbündete. Neben Verwaltungs-, Wohn- und Logistikinfrastrukturen baut man Einrichtungen für Sport, Ausbildung und Übungen, ein medizinisches Zentrum, eine Kantine sowie Räume für Freizeit und geistige Entwicklung. Darüber hinaus wird die notwendige technische Infrastruktur, einschließlich Straßen, gebaut. Die Planungsarbeiten wurden von der türkischen Firma Denzay durchgeführt. Die Gesamtkosten beliefen sich auf rund 6 Millionen Euro, die sich Litauen und Deutschland teilen.

### Internationale Aufmerksamkeit und Propaganda
Die Präsenz des NATO-Bataillons mit seinen rund zweitausend Soldaten hat Rukla in den Fokus internationaler Medien gerückt. Die Bundeswehr wurde bei ihrer Baltikum-Mission Ziel einer Fake-News-Attacke  über eine angebliche Vergewaltigung durch deutsche Soldaten. Gleichzeitig zog die Aufmerksamkeit auch Personen an, die sich als Journalisten ausgaben, jedoch Propagandisten aus Russland waren. Diese arbeiteten  im Auftrag russischer Medien, treten jedoch unter dem Vorwand auf, für litauische Sender zu berichten.

### Gedenkstein
Ein Gedenkstein in der Kaserne in Rukla erinnert an die in Litauen ums Leben gekommenen Soldaten Mario Pavisic (Kroatien) und Adrian Rohn (Deutschland).

## Flüchtlingsunterkunft

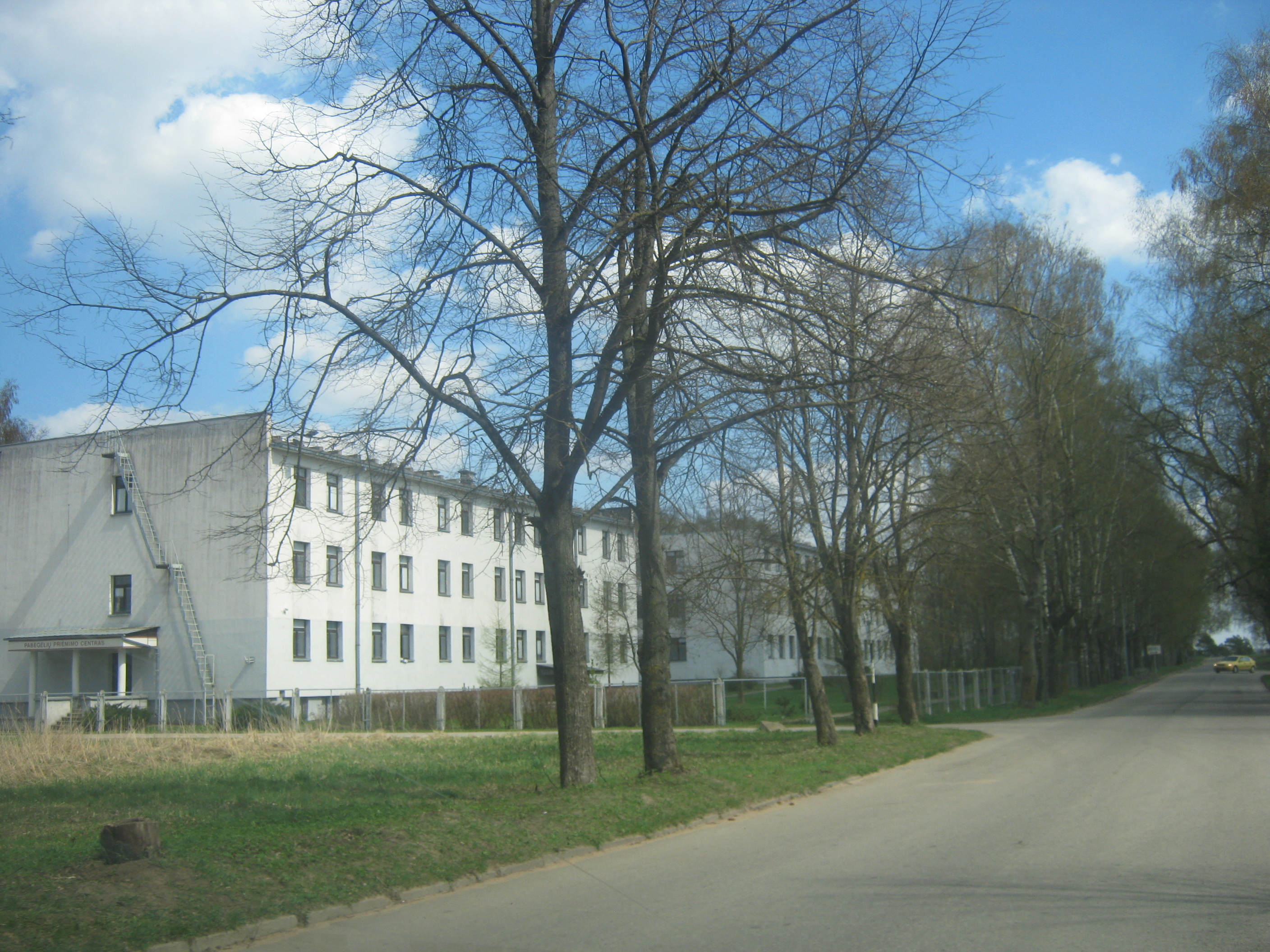
Flüchtlingsunterkunft

In Rukla befindet sich seit 1996 das nationale litauische Zentrum für Asylbewerber. In dieser Einrichtung werden nach der Erstaufnahme, die in einem anderen Zentrum für die Dauer des Asyl-Verfahrens erfolgt, nur Flüchtlinge im Rahmen der Anschlussunterbringung für maximal acht Monate untergebracht, die Bleiberecht haben. Das Ziel der irregulären Migranten, die über Belarus nach Litauen kommen, ist es, sich in einem  westeuropäischen Land niederzulassen.